# 比博湖
53°47′22″N 11°38′40.5″E / 53.78944°N 11.644583°E

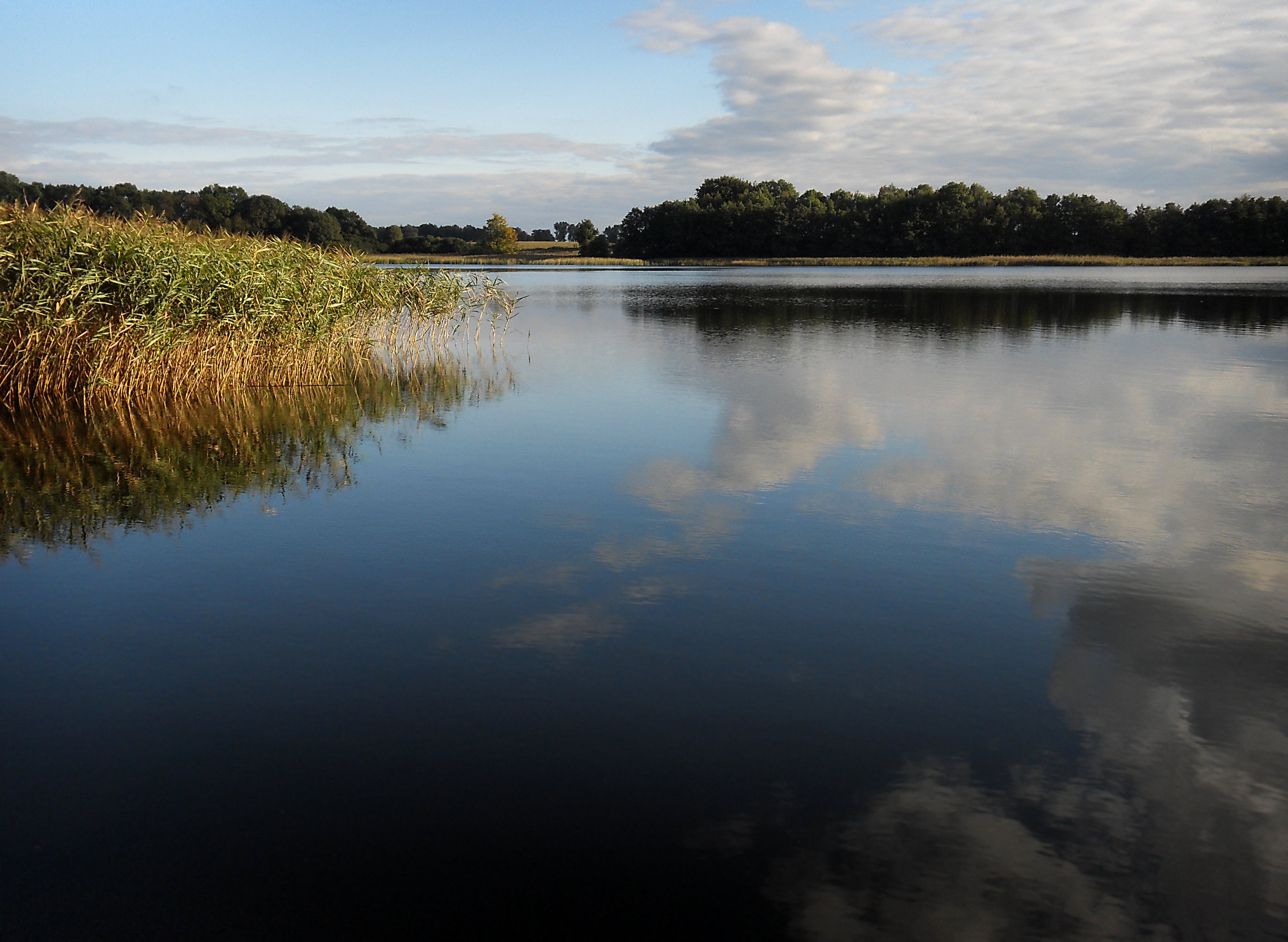

比博湖（德語：Bibowsee），是德國的湖泊，位於該國東北部，由梅克倫堡-前波美拉尼亞州負責管轄，處於比博，長1.8公里、寬0.6公里，面積0.79平方公里，海拔高度20米，湖岸線長度4.4公里，最大水深8.3米。